# Кхама, Ян
Серетсе Кхама Ян Кхама (англ. Seretse Khama Ian Khama, тронное имя как короля бамангвато — Ян а Серетсе (тсвана Ian a Sêrêtsê); род. 27 февраля 1953, Чертси, Великобритания) — вице-президент Ботсваны с 1 апреля 1998 до 1 апреля 2008 года, четвёртый президент Ботсваны с 1 апреля 2008 по 1 апреля 2018 года, на обоих постах его предшественником являлся Фестус Могае, его преемником на посту вице-президента стал Момпати Мерафхе.

## Биография
Сын первого президента Ботсваны Серетсе Кхамы и уроженки Великобритании Рут Уильямс, которая вышла замуж за Серетсе в 1948 году, когда тот изучал юриспруденцию в Оксфордском университете.
С 5 мая 1979 года — вождь (Kgôsi) бамангвато, наследовав своему отцу после некоторого перерыва. Профессиональный пилот, до 1998 — командующий армией. Став вице-президентом, в том же году был избран в парламент. С октября 1999 до января 2000 — министр по делам президента и государственной администрации. С 22 июля 2003 года — председатель Демократической партии Ботсваны.

### Путь к власти
В 1998 году, Ян Кхама выйдя в отставку в звании генерал-лейтенанта, начал политическую карьеру, вступив в правящую Демократическую партию Ботсваны (ДПБ). Для этого ему пришлось отказаться от титула кгоси (традиционный титул вождя), поскольку конституция страны запрещала совмещение монархических и политических функций. В том же году Кхама был избран депутатом парламента и назначен вице-президентом при президенте Фестусе Могае. Его методы управления, включая антиалкогольную кампанию с привлечением полиции и полувоенных формирований, вызвали критику за авторитаризм. В 2004 году Кхама проигнорировал рекомендации правительственной группы о строительстве университета в Селеби-Пикве, выбрав для проекта родной город Серове. Несмотря на заявления о борьбе с коррупцией, в 1999 году он был отправлен в годичный отпуск из-за конфликтов в правительстве, спровоцированных его обвинениями в адрес министров.
В 2003 году Кхама возглавил ДПБ, а в 2004-м Могае повторно назначил его вице-президентом, объявив о планах передачи власти. Это решение, основанное на прецеденте 1998 года (когда Кетумиле Масире передал пост Могае), вызвало споры: критики указывали на отсутствие у Кхамы политического опыта, а сторонники конституции усматривали в этом «тиранию». Могае также ввёл в кабинет министров нескольких бывших военных, близких Кхаме, что активисты расценили как подготовку к его президентству. Однако сам Кхама не предпринимал шагов для снижения фракционности в ДПБ, сосредоточившись на административных задачах. Его карьера иллюстрирует уникальный для Ботсваны механизм преемственности власти в рамках одной партии.

### Период президентства
После прихода к власти в 2008 году провозгласил в качестве приоритета развития Ботсваны диверсификацию и отход от опоры на добычу алмазов и другого сырья. Кроме того, он объявил политику «Пяти Д» (5Ds): «Демократия. Развитие. Достижения. Дисциплина. Достоинство» в качестве «дорожной карты» своего президентства. Акцент был сделан на развитии сельского хозяйства, туризма и социальной сферы, включая реформу образования. Мировой экономический кризис 2008 года потребовал от правительства жёсткой финансовой дисциплины, что позволило к 2010 году преодолеть рецессию. К 2017 году рост ВВП достиг 4,5% благодаря восстановлению спроса на алмазы, хотя в середине 2000-х этот показатель не превышал 3,5%. Главными торговыми партнёрами оставались Бельгия, ЮАР, Канада, Индия и Китай.
Во внешнеполитической деятельности администрация Кхамы придерживалась прагматизма, сочетая прозападную ориентацию с защитой суверенитета. В 2009 году Ботсвана вместе с Либерией, Сенегалом и Руандой призвала США строить отношения с Африкой на партнёрских, а не патерналистских принципах. Кхама публично критиковал высказывания мировых лидеров, включая Дональда Трампа, за пренебрежительный тон в адрес африканских стран. Его имидж аскетичного лидера подкреплялся отказом от чрезмерной охраны и практикой неформального общения с гражданами. Кхама лично инспектировал населённые пункты, подчёркивая важность обратной связи в демократической системе. Борьба с алкоголизмом, инициированная повышением акцизов в 2008 году, и продвижение здорового образа жизни стали частью его социальной программы. Независимость Ботсваны от иностранной помощи позволила проводить сбалансированную внутреннюю и внешнюю политику, сохранив стабильность в период региональных кризисов.
Его внешнеполитическая деятельность характеризовалась последовательной критикой авторитарных режимов Африки, включая правительства Судана, Зимбабве и Бурунди. Вместе с лидерами Танзании Джакаей Киквете (2005–2015) и Замбии Леви Мванавасой (2002–2008) он выступал за соблюдение прав человека и верховенство права. Кхама активно поддерживал Международный уголовный суд (МУС), учреждённый в 2002 году, в отличие от многих африканских политиков, отказавшихся от сотрудничества с ним. Особое внимание он уделял ситуации в Зимбабве, осуждая многолетнее правление Роберта Мугабе (1987–2017) и призывая к передаче власти молодому поколению. В 2008–2013 годах Ботсвана предоставила убежище лидеру оппозиции Моргану Тсвангираи, спасавшемуся от репрессий после спорных выборов. Кхама неоднократно подчёркивал, что экономический коллапс и массовая миграция из Зимбабве (свыше 100 тыс. нелегальных переселенцев к 2015 году) негативно влияли на инфраструктуру Ботсваны. В ноябре 2017 года он одобрил военное вмешательство в Зимбабве, заявив: «Мы президенты, а не монархи».
Кхама избегал активного участия в международных форумах, делегируя эти функции вице-президенту Мокгветси Масиси. Например, на 72-й сессии Генеральной Ассамблеи ООН (2017) и саммитах Африканского союза его представляли заместители. Исключение составляли ключевые события в Ботсване, такие как Саммит по устойчивому развитию Африки (2012). Подобная позиция объяснялась убеждением, что глава государства должен концентрироваться на внутренних вопросах. Критики, включая президентов ЮАР Джейкоба Зуму (2009–2018) и Мугабе, обвиняли Кхаму в излишней прямолинейности, особенно после его заявлений о ксенофобии в ЮАР (2015), связанной, по его мнению, с ошибками руководства соседних стран[8]. Несмотря на изоляционистскую репутацию, Кхама сохранял авторитет как последовательный защитник демократических принципов в регионе.
За исключением падения показателей в 2008—2009 годах, связанного с мировым экономическим кризисом, при Кхаме экономика демонстрировала рост примерно в 4 % ВВП в год. Горнодобывающая промышленность остаётся ключевой отраслью, в которую администрация Кхамы активно привлекает международные инвестиции.
Оппоненты президента указывают на тесную вовлеченность его ближайших родственников в исполнение государственных контрактов. В качестве примера приводятся его младшие братья, компании которых сумели получить в 1998—2012 годах 33 из 35 крупнейших контрактов в оборонной сфере. Сам президент публично призывал к борьбе с коррупцией.
После завершения президентских полномочий выступал с критикой своего преемника Мокветси Масиси за авторитарные тенденции и вышел из ДПБ, присоединившись к отколу от неё — Патриотическому фронту Ботсваны.
В апреле 2022 года Ян Кхама был вызван в суд своей страны. Бывшего главу государства обвиняют в том числе в незаконном хранении огнестрельного оружия. Дело датируется 2016 годом.

## Награды
- Орден Республики Сербия на ленте (2016, Сербия)[6].